# Светлин Ивелинов
Светлин Ивелинов Димитров е хабилитиран български балетист, хореограф, режисьор в Музикалния театър „Стефан Македонски“, София.

## Биография
Светлин Ивелинов е роден на 4 октомври 1960 г. в София в семейството на композитора и диригент Ивелин Димитров и поетесата Теодора Ганчева, която дълги години живее и твори в Дряново.
В периода 1980–1985 г. работи в Националния балет като артист-балетист. От 1985 до 1990 г. учи балетна режисура в класа на Олга Тарасова в Държавния театрален институт (ГИТИС) в Москва. През 1998 г. се дипломира като магистър в НМА „Панчо Владигеров“.
От 1991 г. е солист в Националния музикален театър „Стефан Македонски“. През 1996 г. става художествен ръководител на балетната трупа на театъра, а от 2002 – неин главен балетмайстор-хореограф. Междувременно преподава в Националното училище за танцово изкуство и Новия български университет в София, води учебни класове и поставя балетни спектакли в страната и чужбина, участва в национални и международни журита.
Носител е на множество награди за хореография.